# اورن آرنارسون
اورن آرنارسون (به انگلیسی: Örn Arnarson) (زادهٔ ۳۱ اوت ۱۹۸۱) شناگر اهل ایسلند است.